# Dick Costolo
Dick Costolo, né le 10 septembre 1963 à Royal Oak (Michigan), est un entrepreneur américain. Il est PDG de Twitter entre octobre 2010 et juin 2015.

## Biographie
Diplômé de licence d'informatique en 1985 de l'université du Michigan, Dick Costolo décide de se lancer dans une carrière dans la comédie et le théâtre. Il déménage à Chicago où il obtient un poste dans une troupe qui se spécialise dans l'improvisation théâtrale. 
Il quitte le monde de la comédie après plusieurs années et se recentre sur une carrière professionnelle tournée vers l'informatique. Il obtient un poste chez Andersen Consulting où il sera salarié pendant huit ans et travaillera notamment sur un portail Internet destiné à la formation en ligne.
Il travaille ensuite de 1999 à 2007 pour plusieurs start-up Internet, en tant que cofondateur, vice-président, directeur des opérations ou PDG (Spyonit.com, Burning Door Network Media, Digital Knowledge Assets, 724 Solutions, MNO Solutions, Feedburner). L'une de ses entreprises, Feedburner, a été rachetée par Google en juin 2007 pour un montant proche de cent millions de dollars. Il rejoint alors Google en tant qu'employé. Le mois suivant, il devient l'un des premiers investisseurs extérieurs dans une jeune entreprise, Twitter.
Dick Costolo quitte Google en juillet 2009 et rejoint Twitter en tant que directeur des opérations en septembre 2009. Il devient PDG de Twitter en octobre 2010 en remplacement d'Evan Williams. Sa fortune personnelle est estimée à plus de quatre cents millions de dollars.
Il démissionne de son poste de PDG de Twitter le 11 juin 2015, sur fond de désaveu de sa stratégie. Il a de son côté annoncé partir de son plein gré. Il est remplacé de façon intérimaire par l'un des fondateurs de l'entreprise Jack Dorsey. Le groupe a cependant annoncé qu'il siégerait toujours au conseil d'administration.
Costolo est connu pour exprimer des opinions extrémistes de gauche. En octobre 2020, Costolo a tweeté : « Les capitalistes qui pensent que vous pouvez séparer la société des affaires vont être les premiers à être alignés contre le mur et à être fusillés lors de la révolution. "Je serai heureux de fournir un commentaire vidéo" ».